# Аннушка (фильм, 1959)
«А́ннушка» — советский чёрно-белый художественный фильм режиссёра Бориса Барнета, снятый на киностудии «Мосфильм» по сценарию драматурга Ефима Севелы. Премьера состоялась летом 1959 года.
Большая актёрская работа и одна из первых драматических ролей в кино Ирины Скобцевой. Фильм — первая работа в кино популярного в 1960-х годах певца Льва Барашкова. Текст песен к фильму поэт Лев Ошанин.

## Сюжет
Фильм повествует о непростой судьбе русской женщины Анны Денисовой (Ирина Скобцева), перенесшей все тяготы и лишения Великой Отечественной войны. Потеряв мужа, в годы послевоенной разрухи сумела одна вырастить и воспитать троих детей: Сашу, Нину и Гранату.

## В ролях
| Актёр                  | Роль             |
| ---------------------- | ---------------- |
| Ирина Скобцева         | Аннушка          |
| Анастасия Георгиевская | Полина Сергеевна |
| Борис Бабочкин         | Иван Иванович    |
| Лев Барашков           | Саша             |
| Эдуард Марцевич        | Вовка            |
| Ольга Аросева          | мать Вовки       |
| Елена Королёва         | Граната          |
| Евгений Моргунов       | спекулянт        |
| Станислав Чекан        | солдат           |